# Tenieta albidella
Tenieta albidella är en fjärilsart som beskrevs av Hans Rebel 1901. Tenieta albidella ingår i släktet Tenieta och familjen Symmocidae. Inga underarter finns listade i Catalogue of Life.